# Gridiron Football

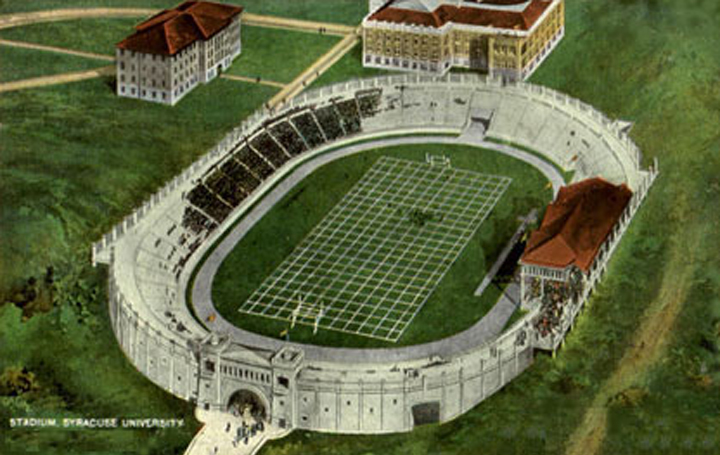
American-Football-Spielfeld 1910 damals noch ohne Endzonen

Ein American-Football-Spielfeld mit der typischen Gittereinteilung

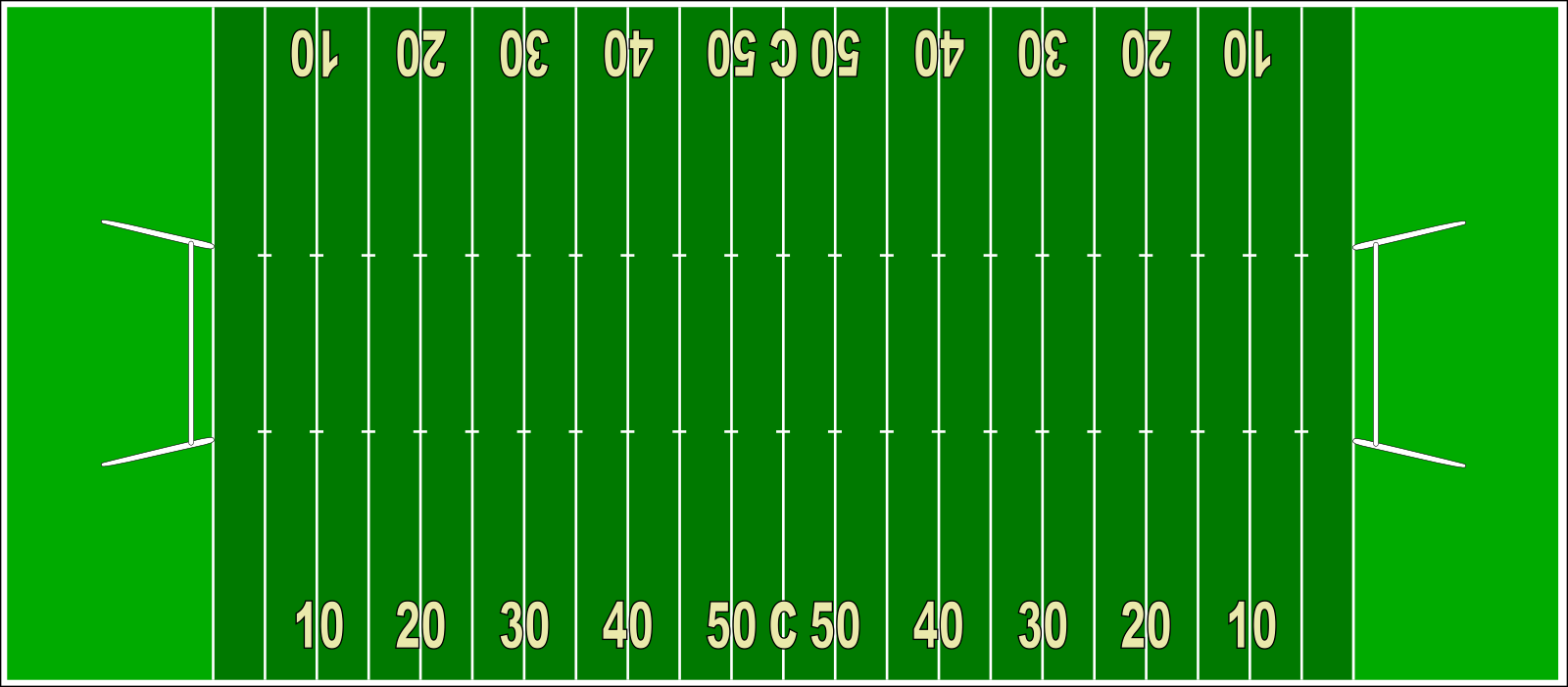
Das etwas größere Canadian-Football-Spielfeld

Gridiron Football ([ˈgɹɪdaɪən ˌfʊtbɔːl], englisch für „Gitterrost-Fußball“) ist ein Sammelbegriff für eine Reihe von Ballsportarten, die insbesondere in Nordamerika populär sind. Dabei ist das „Gridiron“ die gängige Bezeichnung für das Spielfeld, das durch die Markierung mit Querlinien alle fünf bis zehn Yards einem Bratrost ähnelt. Das bekannteste unter diesen Spielen ist das vor allem in den USA dominierende American Football. Von diesem existieren darüber hinaus Versionen mit kleineren Spielfeldern und weniger Spielern sowie mit Arena Football auch eine Hallenform und weniger körperbetonte Varianten wie beispielsweise Flag Football. In Kanada ist Canadian Football verbreitet. Außer dem Spielfeld haben die so bezeichneten Football-Sportarten weitere Gemeinsamkeiten. Dazu gehören der Spielablauf (Unterteilung in Downs, Ballbesitzwechsel …) oder der Balltransport (insbesondere das Passspiel).

## Geschichte und Entwicklung

Aufgrund der spezifischen Anforderungen an die Sportart vor allem auch die des Passspiels entwickelte sich dieses etwas kleinere und spitzer zulaufende verlängerte Rotationsellipsoid des Balls.

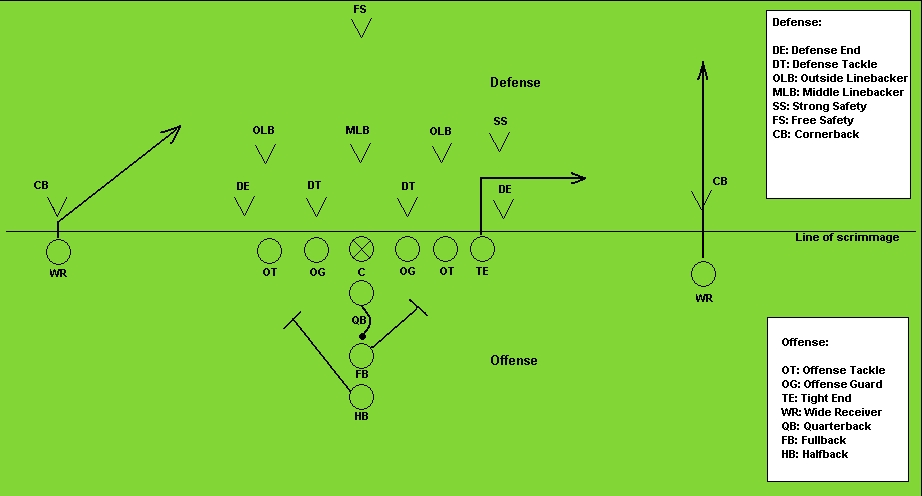
Typischer Spielzug aus einem Playbook. Passspielzug aus der I-Formation.

American Football und, weitestgehend unabhängig davon, Canadian Football entstanden in der zweiten Hälfte des 19. Jahrhunderts aus den europäischen Ballsportarten Fußball und insbesondere Rugby. Wichtige Beiträge zur Herausbildung des American Football als eigenständiger Sportart leisteten unter anderem der als dessen Erfinder geltende Walter Camp sowie
Amos Alonzo Stagg, Glenn Scobey Warner und John Heisman. Ein prägender Unterschied zwischen den Gridiron-Football-Spielen und dem Rugby ist das als Vorwärtspass bezeichnete Werfen des Balls zu einem sich in Angriffsrichtung weiter vorn befindlichen Mitspieler, das im Rugby nicht zulässig ist, während es 1906 im American Football erlaubt wurde und sich neben den Laufspielzügen zu einem der spielbestimmenden Elemente des Sports entwickelte.
Der Football war am Anfang wie der Rugbyball eher abgeplattet und hatte keine spitzen Enden. Dies änderte sich erst Jahre nach dem ersten legalen Vorwärtspass im Jahr 1906. Zuvor wurde mit dem Ball nur gelaufen, wofür kein kleiner, gut zu werfender Ball nötig war. 1912 wurde die Form umgestellt, vor allem wurde der Durchmesser verkleinert. Trotzdem ähnelte der Football immer noch sehr einem Rugbyball. Erst in den späten 1920er-Jahren bekam er seine heutige Form mit den acht Nähten und ansatzweise die gleiche Größe, außerdem wurde das Metallventil, das oft Verletzungen verursacht hatte, durch ein Gummiventil ersetzt.
Die Bezeichnung Gridiron Football leitet sich von der gitterartigen Linieneinteilung des Spielfeldes ab, die eine wichtige Grundlage für den Ablauf dieser Spiele ist. Bestimmend für den Spielablauf ist, dass durch die angreifende Mannschaft innerhalb einer festgelegten Anzahl von Versuchen durch Werfen oder Tragen des Balls ein bestimmter Raumgewinn erzielt werden muss, um im Angriffsrecht zu bleiben und den Ball auf diese Weise bis an das gegnerische Ende des Spielsfeldes zu bringen. Kennzeichnend für die Gridiron-Football-Varianten im Vergleich zu ihren Vorläuferspielen sind damit ein stark taktikbetonter und aus jeweils abgeschlossenen Spielzügen bestehender Spielverlauf, der Einsatz von getrennten Mannschaftsteilen für Angriffs- und Verteidigungsformationen sowie eine ausgeprägte Spezialisierung der Spieler auf bestimmten Mannschaftspositionen. Aufgrund der stark körperbetonten Spielweise sind die Spieler, mit Ausnahme des Flag Football, anders als im Fußball und im Rugby mit einer umfangreichen Schutzkleidung ausgestattet, zu der insbesondere ein spezieller Footballhelm gehört.

## Varianten
- American Football
 Sie ist die verbreitetste und bekannteste Gridiron Football Variante. Sie wird mit elf Spielern pro Team und vier Downs auf einem 100-Yard-Spielfeld gespielt. Die besonderen Regelwerke der NFL (Official Playing Rules of the National Football League), der Colleges (NCAA Football Rules and Interpretations) und der Highschools weichen dabei jedoch leicht voneinander ab.
- Canadian Football
 Diese Variante wird eigentlich nur in Kanada praktiziert und war bis zur Einführung der Burnside Rules im Jahr 1903 sehr nahe am Rugby. Es wird auf einem 110-Yard Spielfeld mit nur drei Downs mit 12 Feldspielern pro Team gespielt. Auch ein Vorrücken an die Line of Scrimmage vor dem Snap ist erlaubt und es existiert eine zusätzliche Ein-Punkt-Wertung mit dem Single oder auch Rouge. Die Canadian Football League und Canadian Interuniversity Sport besitzen zwar eigene Regelwerke, diese unterscheiden sich jedoch nur geringfügig.
- Neun-Mann Football, Acht-Mann Football und Sechs-Mann Football
 Dies sind Varianten mit weniger Spielern. Sie werden gespielt mit vier Downs und oft mit 15 Yards für ein First Down, geringerer Anzahl an Offensive Linemen und einem 80-Yard-Spielfeld.
- Indoor Football
 Sie wird in Hallen mit sieben bis acht Spielern auf einem 50-Yard-Spielfeld ausgetragen. Hauptvertreter ist der Arena Football mit dem Regelwerk der Arena Football League.
- Touch Football, Flag Football und Backyard Football
 Sie sind kontaktfreie oder zumindest kontaktärmere Varianten ohne die spezielle umfangreiche Schutzkleidung.